# Bukulti
Bukulti es un barrio de la ciudad de Riga, Letonia.

## Superficie
Posee una superficie de 5,183 kilómetros cuadrados (518,3 hectáreas).

## Población
Hasta 2021 presentaba una población de 666 habitantes, con una densidad de población de 128,4 habitantes por kilómetro cuadrado.

## Transporte

### Rutas
- Autobús: 1, 19, 29.[1]